# Star Wars, épisode IV : Un nouvel espoir (bande originale)
Albums de John Williams
Black Sunday
(1977) Rencontres du troisième type
(1977)
Bandes originales de Star Wars
L'Empire contre-attaque
(1980)
La bande originale de Star Wars, épisode IV : Un nouvel espoir a été composée par John Williams, et a été interprétée par l'orchestre symphonique de Londres dirigé par John Williams lui-même. Sortie en 1997, elle est scindée en deux parties.

## Listes des titres -Special Edition
| CD 1  | CD 1                                             | CD 1  | CD 1 | CD 1 | CD 1 | CD 1 | CD 1 | CD 1 | CD 1 |
| No    | Titre                                            | Durée |      |      |      |      |      |      |      |
| ----- | ------------------------------------------------ | ----- | ---- | ---- | ---- | ---- | ---- | ---- | ---- |
| 1.    | 20th Century Fox Fanfare                         | 0:23  |      |      |      |      |      |      |      |
| 2.    | Main Title and Rebel Blockade Runner             | 2:14  |      |      |      |      |      |      |      |
| 3.    | Imperial Attack                                  | 6:43  |      |      |      |      |      |      |      |
| 4.    | The Dune Sea Of Tatooine and Jawa Sandcrawler    | 5:01  |      |      |      |      |      |      |      |
| 5.    | The Moisture Farm                                | 2:25  |      |      |      |      |      |      |      |
| 6.    | The Hologram and Binary Sunset                   | 4:10  |      |      |      |      |      |      |      |
| 7.    | Landspeeder Search and Attack Of The Sand People | 3:20  |      |      |      |      |      |      |      |
| 8.    | Tales Of A Jedi Knight and Learn About The Force | 4:29  |      |      |      |      |      |      |      |
| 9.    | Burning Homestead                                | 2:50  |      |      |      |      |      |      |      |
| 10.   | Mos Eisley Spaceport                             | 2:16  |      |      |      |      |      |      |      |
| 11.   | Cantina Band                                     | 2:47  |      |      |      |      |      |      |      |
| 12.   | Cantina Band 2                                   | 3:54  |      |      |      |      |      |      |      |
| 13.   | Binary Sunset                                    | 2:19  |      |      |      |      |      |      |      |
| 42:53 |                                                  |       |      |      |      |      |      |      |      |

| CD 2  | CD 2                                               | CD 2  | CD 2 | CD 2 | CD 2 | CD 2 | CD 2 | CD 2 | CD 2 |
| No    | Titre                                              | Durée |      |      |      |      |      |      |      |
| ----- | -------------------------------------------------- | ----- | ---- | ---- | ---- | ---- | ---- | ---- | ---- |
| 1.    | Princess Leia's Theme                              | 4:27  |      |      |      |      |      |      |      |
| 2.    | The Millennium Falcon and Imperial Cruiser Pursuit | 3:51  |      |      |      |      |      |      |      |
| 3.    | Destruction Of Alderaan                            | 1:32  |      |      |      |      |      |      |      |
| 4.    | The Death Star and The Stormtroopers               | 3:35  |      |      |      |      |      |      |      |
| 5.    | Wookie Prisoner and Detention Block Ambush         | 4:01  |      |      |      |      |      |      |      |
| 6.    | Shootout In The Cell Bay and Dianoga               | 3:48  |      |      |      |      |      |      |      |
| 7.    | The Trash Compactor                                | 3:07  |      |      |      |      |      |      |      |
| 8.    | The Tractor Beam and Chasm Crossfire               | 5:18  |      |      |      |      |      |      |      |
| 9.    | Ben Kenobi's Death and Tie Fighter Attack          | 3:51  |      |      |      |      |      |      |      |
| 10.   | The Battle Of Yavin                                | 9:07  |      |      |      |      |      |      |      |
| 11.   | The Throne Room and End Title                      | 5:38  |      |      |      |      |      |      |      |
| 48:15 |                                                    |       |      |      |      |      |      |      |      |

## Récompenses et nominations
- Oscar de la meilleure musique de film
- Golden Globe de la meilleure musique de film
- Saturn Award de la meilleure musique
- Grammy Awards de la meilleure musique de film
- British Academy Film Award de la meilleure musique de film
- Los Angeles Film Critics Association Awards de la meilleure musique

L'album Star Wars Episode IV : A New Hope (Original Motion Picture Soundtrack) a été certifié disque de platine (1 000 000 unités vendues).